# Oriol Maspons i Casades
Oriol Maspons i Casades (Barcelona, novembre de 1928 – ibídem, 12 d'agost de 2013) fou un fotògraf català. Va immortalitzar els anys de la Gauche Divine i el Somorrostro de Barcelona i autor va contribuir de forma decisiva a la renovació del llenguatge fotogràfic a Espanya durant la dècada dels seixanta.

## Biografia
Va viure a París del 1955 al 1957, i col·laborà a les revistes Paris Match, Elle i Boccacio. Bocacci fou una revista publicada per l'empresari Oriol Regàs. Estava dirigida pel cineasta Jordi Grau, el redactor en cap era Juan Marsé i el director artístic, el fotògraf Xavier Miserachs.
El 1956 va entrar a formar part del consell editorial de la revista AFAL, encara que ja era conegut per la seva activitat en l'Agrupació Fotogràfica de Catalunya i per haver publicat diverses fotos a Arte Fotográfico. Amb motiu de l'obtenció de diversos premis en concursos, el 1957 al número 61 d'aquesta revista va definir el terme «salonisme» per denunciar un tipus de fotografia pictorialista que només tractava d'aconseguir guardons dins d'una estructura de jurats de concursos molt ortodoxos. El 1963 Josep Maria Casademont va crear la revista Imagen y Sonido amb una línia editorial molt propera al documentalisme fotogràfic, encara que també propera al treball de les associacions fotogràfiques. En ella va recollir treballs de la Nova Vanguardia, nom que va posar al grup format per Xavier Miserachs, Ramon Masats, Oriol Maspons, etc. També ha publicat la seva obra en altres revistes especialitzades en fotografia com Nueva Lente, Annual Photography o Photography Year Book, així com en premsa i revistes generals com Gaceta Ilustrada.
Interviú va inserir un anunci a La Vanguardia del 28 de setembre de 1977 per buscar una dona violada que hagués quedat embarassada a conseqüència de l'agressió, per tal d'“obrir un procés informatiu contra les violacions”. S'oferia màxima discreció, així com alts honoraris. La manca absoluta de respecte envers les víctimes i el tractament sensacionalista del tema que pressuposava un anunci d'aquelles característiques va provocar la protesta de diverses associacions feministes, que es van manifestar davant l'estudi de Maspons.
Ha il·lustrat portades de diverses col·leccions de llibres, i les seves fotografies també han il·lustrat moltes obres literàries, com Poeta en Nueva York, de Federico García Lorca. Una de les seves deixebles fou Colita. El 2006 va rebre la Creu de Sant Jordi. Són famoses les fotografies que va realitzar al Somorrostro, a Eivissa durant els anys 70 i a la Gauche Divine. Ha realitzat nombroses exposicions i algunes de les seves fotos estan exposades al Museum of Modern Art de Nova York.
El desembre de 2010 va anunciar que deixaria la seva col·lecció privada de fotografies al Museu Nacional d'Art de Catalunya, format per unes 1.500 fotografies sobre paper fetes entre els anys 50 i 80, sempre que la Fundació Elsa Peretti, propietària del fons, es fes càrrec de l'adequació de les fotografies (documentació, escanejat i neteja).

## Obres il·lustrades per Oriol Maspons
- Poeta en Nueva York, de Federico García Lorca (1966)
- La caza de la perdiz roja de Miguel Delibes
- Arquitectura gòtica catalana d'Alexandre Cirici i Pellicer (1974)
- Arte visigodo en España, de Pere de Palol
- La Universidad de Barcelona, promogut per Fabià Estapé (1981)
- Els barcelonins, amb Xavier Miserachs i Ribalta i Colita (1981)

## Exposicions rellevants
- 1998 - Oriol Maspons: L'instant perdut, al MNAC
- 2019 - Oriol Maspons. La fotografia útil. Museu Nacional d'Art de Catalunya: El 2013 el Museu Nacional d'Art de Catalunya va anunciar una exposició retrospectiva de cara al 2015,[10] que va ser finalment realitzada el 2019.[4] L'exposició va mostrar 530 imatges on es podia conèixer més de quatre dècades de la seva activitat en els camps del reportatge, el retrat, la moda i la publicitat. L'expo va ser el resultat de la investigació realitzada sobre el fons que el fotògraf va dipositar al Museu Nacional el 2011: més de 7.000 fotografies en paper, negatius i documents.